# 斎藤春枝
斎藤 春枝（さいとう はるえ、1949年2月20日 - ）は、日本の元女子バレーボール選手。

## 来歴
東京都東村山市出身。
1967年ユニバーシアード東京大会代表の優勝、1970年ユニバーシアードトリノ大会準優勝に貢献し、1971年に日本リーグの全鐘紡（当時）入部。
1974年に全日本入りし、 バレーボール世界選手権において金メダルを獲得した。

## 受賞歴
- 1974年 - 第7回日本リーグ レシーブ賞
- 1975年 - 第8回日本リーグ レシーブ賞、ベスト6

## 所属チーム
- 東村山市立東村山第二中学校
- 宝仙学園高等学校
- 東京女子体育大学
- 全鐘紡/鐘紡（1971-1975年）

## 経歴
- 鈴鹿高校定時制教員（鐘紡の系列学校）[1]
- （現役引退後）女子聖学院短期大学教員[2]
- 1994年 山野美容芸術短期大学教員[3]

## 調査・研究
- Self Art Care(SAC)の概念と美容福祉－福祉・介護施設等における整容の役割を考えて、塩原 正一,斎藤 春枝,木村 康一 総合ケア 13 (8) 49-55, 2003.[4][5]
- 介護施設等における「おしゃれと身だしなみ」への関心--『全国にわたる調査』を実施して(1)塩原 正一,斎藤 春枝 総合ケア 11 (9), 73-75, 2001-09[4]
- 短期大学生,大学生の余暇活動と野外運動に関する調査研究、聖学院大学論叢8(2)、1996[6]。
- バレーボールのゲーム分析 : 3グループ間にみられるゲーム内容の考察(9.体育方法,一般研究),斎藤 春枝,栃堀 申二,森田 昭子 日本体育学会大会号 36 (0), 593-, 1985[7]
- バレーボールのゲーム分析 : ゲーム様相の推移と発展過程についての一考察 : (2),斎藤 春枝,杤堀 申二,森田 昭子,玉置 正彦 日本体育学会大会号 34 (0), 588-, 1983[7]
- バレーボールのゲーム分析 : ゲーム様相の推移と発展過程についての一考察,斎藤 春枝,朽堀 申二,森田 昭子 日本体育学会大会号 33 (0), 644-, 1982[7]